# Voicingers
Voicingers – festiwal prezentujący szeroki wachlarz gatunków muzycznych od jazzu przez folk, rock alternatywny, muzykę elektroniczną, awangardową, oraz etniczną odbywający się w Żorach, gdzie od 2008 roku prowadzone są warsztaty oraz międzynarodowy konkurs dla wokalistów jazzowych. Festiwal ten prowadzi działalność koncertową i edukacyjną w krajach Europy i Azji pod nazwą Voicingers On Tour.

## Historia
Pierwotnie Międzynarodowy Konkurs Jazzowy dla Muzyków Śpiewających – Voicingers, odbył się po raz pierwszy w 2008 roku z inicjatywy żorskiego wokalisty improwizującego Grzegorza Karnasa. W 2011 roku, festiwal zmienił swoje motto na Międzynarodowe Dni Jazzowe Dla Muzyków Śpiewających. W 2014 roku, w związku z wycofaniem się głównego sponsora festiwalu, organizacja jego siódmej edycji została zawieszona. W 2015 festiwal nawiązał współpracę ze słowacką, niezależną wytwórnią Hevhetia i zmienił swoje motto na Międzykulturowe Spotkania Muzyki, Kreatywności i Ekspresji. W 2018 roku z inicjatywy Hevhetii doszło do organizacji pierwszej zagranicznej edycji festiwalu. Koszycka edycja zainicjowała serię koncertów oraz wydarzeń o charakterze edukacyjnym organizowanych pod nazwą Voicingers On Tour – jedynego polskiego festiwalu podróżującego. W 2019 roku festiwal Voicingers On Tour dotarł na Węgry, Ukrainę, do Czech, Francji, Anglii, Korei oraz Chin.

## Konkurs
Zapoczątkowany 2008 roku Międzynarodowy Konkurs Jazzowy Dla Muzyków Śpiewających jest jednym z głównych wydarzeń festiwalu Voicingers. Do 2018 roku festiwal odnotował ponad czterysta zgłoszeń do konkursu. Zaowocowały one występami na deskach sceny Kina na Starówce (dawnej żorskiej synagogi) oraz Miejskiego Ośrodka Kultury w Żorach stu dziewięciu wokalistów ze wszystkich zamieszkałych kontynentów. Fundatorem głównej nagrody pieniężnej w konkursie jest Urząd Miasta w Żorach. W latach 2015–2018 przyznawano także nagrodę w postaci wydawnictwa płytowego ufundowaną przez słowacką wytwórnię Hevhetia. Międzynarodowy Konkurs Jazzowy Dla Muzyków Śpiewających służy rozwojowi wokalistyki jazzowej, jest miejscem spotkań oraz prezentacji twórczości artystów zafascynowanych jazzem oraz improwizacyjnym charakterem wykonawstwa.

### Jurorzy
2008 Karin Krog (Norwegia), Jorgos Skolias (Polska), Pascal Anquetil (Francja)

2009 Grażyna Auguścik (Polska), David Linx (Belgia), Paweł Brodowski (Polska)

2010 Marek Bałata (Polska), Anna Serafińska (Polska), Alex Kogan (Ukraina)

2011 Gabor Winand (Węgry), David Linx (Belgia), Filip Łobodziński (Polska)

2012 Patricia Barber, (USA) Lars Danielsson (Szwecja), Thierry Quénum (Francja)

2013 Christina Zavalloni (Włochy), Noam David (Izrael), Hülya Tunçag (Turcja)

2014 Festiwal nie odbył się

2015 Pascal Anquetil (Francja), Bruno Amstad (Szwajcaria), Jan Sudzina (Słowacja)

2016 György Wallner (Węgry), Tommy Caggiani (Włochy), Anatol Ștefăneț (Mołdawia), Jan Sudzina (Słowacja)

2017 Tamas Bognar (Węgry), Anna Serafińska (Polska), Sergiy Grabar (Ukraina), Jan Sudzina (Słowacja)

2018 Sofia Ribeiro (Portugalia), Elchin Shirinov (Azerbẹdżan), Krzysztof Gradziuk (Polska), Zsolt Hernádi (Węgry), Gao Ping (Chiny), Jan Sudzina (Słowacja)

2019 – 2024 konkurs nie odbył się

### Laureaci nagród
2008

Opracowano na podstawie materiałów źródłowych
| Wykonawca           | Kraj       | Nagroda    |
| ------------------- | ---------- | ---------- |
| Sofia Ribeiro       | Portugalia | Grand Prix |
| Bogna Kicińska      | Polska     | 2nd Prize  |
| Marcin Wawrzynowicz | Polska     | 3rd Prize  |

2009

Opracowano na podstawie materiałów źródłowych
| Wykonawca     | Kraj      | Nagroda    |
| ------------- | --------- | ---------- |
| Liz Tobias    | Australia | Grand Prix |
| Anna Rybacka  | Polska    | 2nd Prize  |
| Sophie Sörman | Szwecja   | 3rd Prize  |

2010
| Wykonawca      | Kraj      | Nagroda    |
| -------------- | --------- | ---------- |
| Eva Buchmann   | Belgia    | Grand Prix |
| Susana Raya    | Hiszpania | 2nd Prize  |
| Miriam Crellin | Australia | 3rd Prize  |

2011

Opracowano na podstawie materiałów źródłowych
| Wykonawca        | Kraj          | Nagroda    |
| ---------------- | ------------- | ---------- |
| nie przyznano    | nie przyznano | Grand Prix |
| Tamara Lukasheva | Ukraina       | 2nd Prize  |
| Marie Seferian   | Niemcy        | 3rd Prize  |

2012

Opracowano na podstawie materiałów źródłowych
| Wykonawca           | Kraj    | Nagroda    |
| ------------------- | ------- | ---------- |
| Loïs Le Van         | Francja | Grand Prix |
| Joanna Kucharczyk   | Polska  | 2nd Prize  |
| Jekaterina Sarigina | Łotwa   | 3rd Prize  |

2013
| Wykonawca         | Kraj     | Nagroda    |
| ----------------- | -------- | ---------- |
| Nina Rotner       | Słowenia | Grand Prix |
| Alba Nacinovic    | Włochy   | 2nd Prize  |
| Anna Andrzejewska | Polska   | 3rd Prize  |

2014

Festiwal się nie odbył.
2015
| Wykonawca             | Kraj   | Nagroda    |
| --------------------- | ------ | ---------- |
| Francesca Palamidessi | Włochy | Grand Prix |
| Alina Rostotskaya     | Rosja  | 2nd Prize  |

2016
| Wykonawca      | Kraj   | Nagroda    |
| -------------- | ------ | ---------- |
| Martyna Kwolek | Polska | Grand Prix |
| Elina Viluma   | Łotwa  | 2nd Prize  |

2017
| Wykonawca                | Kraj    | Nagroda    |
| ------------------------ | ------- | ---------- |
| Nastja Volokitina-Tasíya | Ukraina | Grand Prix |
| Erik Leuthäuser          | Niemcy  | 2nd Prize  |

2018
| Wykonawca               | Kraj    | Nagroda    |
| ----------------------- | ------- | ---------- |
| Natalia Kordiak         | Polska  | Grand Prix |
| Camille Barbillon-Caloé | Francja | 2nd Prize  |

### Sekcje akompaniujące w poszczególnych edycjach konkursu
2008
| Wykonawca                      | Instrument |
| ------------------------------ | ---------- |
| Sabin Todorov (Bułgaria)       | piano      |
| Michał Jaros (Polska)          | bass       |
| Sebastian Frankiewicz (Polska) | drums      |

2009
| Wykonawca                      | Instrument |
| ------------------------------ | ---------- |
| Michał Tokaj (Polska)          | piano      |
| Michał Jaros (Polska)          | bass       |
| Sebastian Frankiewicz (Polska) | drums      |

2010

Opracowano na podstawie materiałów źródłowych
| Wykonawca                      | Instrument |
| ------------------------------ | ---------- |
| Michał Tokaj (Polska)          | piano      |
| Michał Jaros (Polska)          | bass       |
| Sebastian Frankiewicz (Polska) | drums      |

2011

Opracowano na podstawie materiałów źródłowych
| Wykonawca                      | Instrument |
| ------------------------------ | ---------- |
| Elchin Shirinov (Azerbejdżan)  | piano      |
| Michał Jaros (Polska)          | bass       |
| Sebastian Frankiewicz (Polska) | drums      |

2012

Opracowano na podstawie materiałów źródłowych
| Wykonawca                      | Instrument |
| ------------------------------ | ---------- |
| Michał Tokaj (Polska)          | piano      |
| Marc Demuth (Luksemburg)       | bass       |
| Sebastian Frankiewicz (Polska) | drums      |

| Wykonawca                  | Instrument |
| -------------------------- | ---------- |
| Sabin Todorov (Bułgaria)   | piano      |
| Michał Jaros (Polska)      | bass       |
| Michał Miśkiewicz (Polska) | drums      |

2013
| Wykonawca                 | Instrument |
| ------------------------- | ---------- |
| Michał Tokaj (Polska)     | piano      |
| Maciej Garbowski (Polska) | bass       |
| Igor Hnydyn (Ukraina)     | drums      |

| Wykonawca                     | Instrument |
| ----------------------------- | ---------- |
| Elchin Shirinov (Azerbejdżan) | piano      |
| Michał Jaros (Polska)         | bass       |
| Andrzej Święs (Polska)        | bass       |
| Dano Šoltis (Słowacja)        | drums      |

2014

Konkurs nie odbył się
2015
| Wykonawca                  | Instrument  |
| -------------------------- | ----------- |
| Paweł Kaczmarczyk (Polska) | piano       |
| Alan Wykpisz (Polska)      | double bass |
| Igor Hnydyn (Ukraina)      | drums       |

| Wykonawca                     | Instrument |
| ----------------------------- | ---------- |
| Elchin Shirinov (Azerbejdżan) | piano      |
| Mariusz Praśniewski (Polska)  | bass       |
| Grzegorz Masłowski (Polska)   | drums      |

2016
| Wykonawca               | Instrument  |
| ----------------------- | ----------- |
| Michał Tokaj (Polska)   | piano       |
| Alan Wykpisz (Polska)   | double bass |
| Tommy Caggiani (Włochy) | drums       |

| Wykonawca                     | Instrument |
| ----------------------------- | ---------- |
| Elchin Shirinov (Azerbejdżan) | piano      |
| Max Mucha (Polska) – bass     | bass       |
| Grzegorz Masłowski (Polska)   | drums      |

2017

Opracowano na podstawie materiałów źródłowych
| Wykonawca                     | Instrument  |
| ----------------------------- | ----------- |
| Elchin Shirinov (Azerbejdżan) | piano       |
| Maciej Garbowski (Polska)     | double bass |
| Grzegorz Masłowski (Polska)   | drums       |

| Wykonawca                      | Instrument |
| ------------------------------ | ---------- |
| Anastasija Litvinyuk (Ukraina) | piano      |
| Mariusz Praśniewski (Polska)   | bass       |
| Grzegorz Pałka (Polska)        | drums      |

| Wykonawca                 | Instrument |
| ------------------------- | ---------- |
| Kajetan Borowski (Polska) | piano      |
| Alan Wykpisz (Polska)     | bass       |
| Igor Hnydyn (Ukraina)     | drums      |

2018
| Wykonawca                   | Instrument  |
| --------------------------- | ----------- |
| Mateusz Kołakowski (Polska) | piano       |
| Alan Wykpisz (Polska)       | double bass |
| Krzysztof Gradziuk (Polska) | drums       |

| Wykonawca                 | Instrument |
| ------------------------- | ---------- |
| Mateusz Gawęda (Polska)   | piano      |
| Mateusz Szewczyk (Polska) | bass       |
| Grzegorz Pałka (Polska)   | drums      |

| Wykonawca                     | Instrument |
| ----------------------------- | ---------- |
| Elchin Shirinov (Azerbejdżan) | piano      |
| Alan Wykpisz (Polska)         | bass       |
| Grzegorz Masłowski (Polska)   | drums      |

## Edukacja
Zainicjowane w 2008 Warsztaty Wokalne Żorskiej Sceny Jazzowej były początkowo skierowane do adeptów jazzu wokalnego oraz pasjonatów improwizacji wokalnej. Wraz z ewolucją festiwalu zmieniało się też podejście jego organizatorów do samej edukacji. Warsztaty samorozwojowe dla wokalistów oraz instrumentalistów oparte na doświadczaniu improwizacji stały się głównym elementem działalności Międzykulturowych Spotkań Muzyki, Kreatywności i Ekspresji – Voicingers oraz festiwalu Voicingers On Tour. W ramach głównej edycji festiwalu w Żorach oraz niektórych edycji Voicingers On Tour organizowane są również Warsztaty Artystyczne dla Dzieci oraz warsztaty fotograficzne dla profesjonalistów.
W warsztatach Voicingers wzięli dotychczas udział wokaliści z Polski, Belgii, Litwy, Łotwy, Ukrainy, Węgier oraz Czech.

### Alfabetyczna lista Wykładowców
Aga Zaryan (Polska)

Ágnes Bazsinka (Węgry)

Anastasija Litvinyuk (Ukraina)

Alan Wykpisz (Polska)

Alina Rostotskaya (Rosja)

András Dés (Węgry)

Andreas Schaerer (Szwajcaria)

Anna Gadt (Polska)

Anna Serafińska (Polska)

Anni Elif Egecioglu (Szwecja)

Bartosz Radosz (Polska)

Beata Przybytek (Polska)

Bogdan Krężel (Polska)

Bruno Amstad (Szwajcaria)

David Kollar (Słowacja)

David Linx (Belgia)

Edilson Sanchez (Kolumbia)

Elchin Shirinov (Azerbejdżan)

Grzegorz Karnas (Polska)

Grzegorz Masłowski (Polska)

Igor Hnydyn (Ukraina)

Imran Ahmed (Bangladesz)

Jakub Krzeszowki (Polska)

Jana Bezek (Słowacja)

Jihye Lee (Korea)

Joanna Kucharczyk (Polska)

Joanna Płóciennik (Polska)

Jorgos Skolias (Polska)

Karolina Micor (Polska)

Krzysztof Gradziuk (Polska)

Krzysztof Kobyliński (Polska)

Leïla Martial  (Francja)

Marta Kloučková (Czechy)

Manu Domergue (Francja)

Mateusz Sołtysik (Polska)

Michael Schiefel (Niemcy)

Michał Barański (Polska)

Natalia Kordiak (Polska)

Pauli Lyytinen (Finlandia)

Paweł Kaczmarczyk (Polska)

Piotr Wyleżoł (Polska)

Ridina Ahmedová (Czechy)

Tommy Caggiani (Włochy)

Tomasz Kałwak (Polska)

Sandrine Marchetti (Francja)

Sofia Ribeiro (Portugalia)

Susana Raya (Hiszpania)

Veronika Harcsa (Węgry)

Yvonne Sanchez (Polska/Kuba)

## Koncerty
2008
Karin Krog (Norwegiay)
Jorgos Skolias (Polska)
2009
Grażyna Auguścik (Polska)
David Linx (Belgia)
2010
Marek Bałata (Polska)
Anna Serafińska (Polska)
Grzegorz Karnas (Polska)
Anna Gadt (Polska)
Sofia Ribeiro (Portugalia)
2011
Mariia Guraievska Ethno Jazz Synthesis (Ukraina, Polska)
Adam Oleś & Silesian Voices (Polska)
Gabor Winnand (Węgry)
David Linx (Belgia)
Grzegorz Karnas (Polska)
2012
Patricia Barber (USA)
Lars Danielsson (Szwecja)
Michael Schiefel Solo (Niemcy)
Susana Raya & Michał Tokaj One Time Project (Hiszpania, Polska, Luksemburg)
Jazz City Choir (Polska)
Elifantree (Szwecja, Finlandia)
2013
Vali 'SirBlues' Racila  (Rumunia)
Michael Schiefel (Niemcy)
Jihye Lee Trio (Korea, Włochy)
World Kora Trio (USA, Mali, Algieria)
Christina Zavalloni (Włochy),
Noam David (Izrael)
2015
Karnas Formula
Edilson Sanchez Latin Special (Kolumbia, Polska)
Anna Gadt (Polska, Ukraina)
Raven (Francja, Polska)
Albireo (Szwajcaria)
2016
Pogodno (Polska)
Jorgos Skolias Instrumental Tercet (Polska, Węgry)
Karnas Formula (Polska, Węgry)
Leïla Martial Onmatopeic Special (Francja, Polska, Węgry)
Andreas Schaerer – Kalle Kalima ADHD Duo (Szwajcaria, Finlandia)
Trigon (Mołdawia)
2017
Skeptemistic (Meksyk, Czechy)
Karnas Formula (Polska)
Nowicki: Spiritual Leftovers (Polska, Francja, Ukraina)
Tołhaje (Polska)
Alina Rostotskaya (Rosja, Polska, Węgry)
Anna Gadt-Czadt (Polska)
Serafińska Cheese Cake (Polska, Kolumbia)
2018
Manu Domergue Special (Francja, Polska)
Karnas Formula (Polska, Azerbejdżan)
Anna Gadt Quartet (Polska)
Sofia Ribeiro – Wanderer's Fado (Portugalia, Polska)
Beata Przybytek – Głowa Nie Boli Special (Polska)
SALK (Polska)
Joanna Kucharczyk Quartet (Polska)
Mateusz Kołakowski – Piano Improvised (Polska)
DZIEDZIC feat. Envee & Olaf Węgier (Polska)
High Definition Quartet (Polska)
Gao Ping – Voice Piano Solo (Chiny)
Immortal Onion (Polska)
Grzegorz Turnau & Dorota Miśkiewicz (Polska)
Alina Rostotskaya Quartet (Rosja, Węgry, Polska)
Manu Domergue's Pebble In the Shoe (Francja, Polska)
2019
Joanna Kucharczyk Quartet & Trio (Polska)
Marcin Pater Trio (Polska)
Klara Cloud & The Vultures (Polska)
Andrzej Kowalski Quartet (Polska)
Coherence Quartet (Polska)
Paweł Kaczmarczyk Trio (Polska)
Kollar-Chojnacki Duo (Słowacja, Polska)
Krzysztof Kobyliński – Opowieści Solowe (Polska)
Aga Zaryan Voicingers Special (Polska, Węgry)
Alan Wykpisz – The Songs of Turbulence and Peace (Polska)
Elifantree (Szwecja, Finlandia)
Przemek Kleczkowski Voicingers Special (Polska)
Bruno Amstad feat. Radek Nowicki (Szwajcaria, Polska)
Imran Ahmed Trio (Bangladesz)
David Linx Voicingers Special (Belgia, Polska)
Manu Domergue's Pebble In The Shoe (Francja, Polska, Słowacja)
Jana Bezek Trio (Słowacja, Polska)
Karnas Formula (Polska, Francja)
Przemek Kleczkowski (Polska)
Natalia Kordiak Quartet (Polska)
Marta Kloučková Quartet (Czechy, Polska)
Alina Rstotskaya (Rosja, Polska)
Veronika Harcsa (Węgry, Polska)

## Wydawnictwa
Albumy wydane przez wytwórnię Hevhetia przy współpracy producenckiej lub z inicjatywy festiwalu Voicingers:
Edilson Sanchez – Domingo

Loïs Le Van – The Other Side

Grzegorz Karnas – Karnas

Francesca Palamidessi – Amber Haze

Anna Gadt – Renaissance

Maria Guraievska – Water Nymph

Martyna Kwolek – Early Birds

Natalia Kordiak – Bajka

Jihye Lee – Goblin Bee